# カウボーイ・スタイル
「カウボーイ・スタイル」(Cowboy Style)は、オーストラリアの歌手、カイリー・ミノーグの楽曲。カイリーの6枚目のスタジオ・アルバム『インポッシブル・プリンセス』に収録されており、オーストラリア限定でシングルカットされた。アルバムからリリースされたシングルとしては通算4作目となる。

## プロモーション

### ミュージック・ビデオ
「カウボーイ・スタイル」のミュージック・ビデオはマイケル・ウィリアムズが監督し、インティメイト・アンド・ライヴのショウのうち1998年7月の公演のサウンドチェック中に撮影された。ミュージック・ビデオの音源にはラジオ・エディットが使われ、このエディットはCDシングルに収録されている。ミュージック・ビデオは2003年6月に発売された『グレイテスト・ヒッツ 87-99』のDVDに収録された。

### ライヴでの披露
ミノーグはオーストラリアのTV番組Hey Hey It's Saturdayでこの曲を披露した。ミノーグは1998年のコンサート・ツアー『インティメイト・アンド・ライヴ』のセットリストにこの曲を入れた。6月30日と7月1日にシドニーのキャピトル・シアターにて開催された公演は録画され、同名のCDとDVDとして発売された。ライヴ・ヴァージョンは「ダンシング・クイーン」のプロモーション・シングルに収録された。「カウボーイ・スタイル」は2002年のオーストラリアとヨーロッパで開催された「フィーヴァー・ツアー」でも歌われた。パフォーマンスは明るいピンクのスリーブレスのジャケットと白のカーゴパンツを着たミノーグが階段の上で歌うというものであり、2002年5月4日のマンチェスター・アリーナ公演の模様は同年11月4日に発売されている。この曲の一番新しいパフォーマンスは2006年の『ショウガール・ザ・ホームカミング・ツアー』であり、シドニーで11月12日に行われた公演は2枚組のCDとして発売された。

## トラックリスト
| #  | タイトル                                                                  | 作詞 | 作曲・編曲 | 時間 |
| -- | ------------------------------------------------------------------------- | ---- | ---------- | ---- |
| 1. | 「カウボーイ・スタイル（ラジオ・エディット）」(Cowboy Style (Radio Edit)) |      |            | 3:52 |
| 2. | 「ラヴ・テイクス・オーヴァー・ミー」(Love Takes Over Me)                  |      |            | 4:13 |
| 3. | 「カウボーイ・スタイル（ビデオ）」(Cowboy Style (video))                  |      |            | 3:55 |